# Elmer James
Elmer James (* 1910 in Yonkers, New York; † 21. Juli 1954 in New York City) war ein US-amerikanischer Jazz-Bassist des Swing.
Elmer James spielte als Jugendlicher bei den Revellers von Gene Rodgers, Anfang der 1930er-Jahre unter anderem bei Chick Webb und June Clark, wobei er in dieser Zeit wie andere Bassisten auch von der Tuba zum Kontrabass wechselte, ferner bei Fletcher Henderson (1934), 1934 bis 1936 bei Lucky Millinder, 1937 bis 1939 in der Combo Edgar Hayes und in den Disciples of Swing von Mezz Mezzrow und 1950 bei Claude Hopkins. Danach arbeitete er als Vertreter und spielte nur noch gelegentlich, zum Beispiel mit Zutty Singleton.
Außer mit den genannten Bigbands (bei Chick Webb auch mit Louis Armstrong) nahm er mit Buster Bailey, Benny Carter, Red Allen, der Mills Blue Rhythm Band, Tommy Ladnier, Jabbo Smith und Kenny Clarke auf. Tom Lord verzeichnet in seiner Jazz-Diskographie 38 Aufnahmen von 1929 bis 1940.
Er spielte auch Baritonsaxophon.
Er ist nicht mit dem Gitarristen Elmore James zu verwechseln.

## Lexikalischer Eintrag
- Carlo Bohländer, Karl Heinz Holler, Christian Pfarr: Reclams Jazzführer. 3., neubearbeitete und erweiterte Auflage. Reclam, Stuttgart 1989, ISBN 3-15-010355-X.